# Litevská fotbalová soutěž 1923
Druhý ročník Lietuvos futbolo varžybos (Litevská fotbalová soutěž) se hrálo za účastí čtyř klubů.
Čtyři kluby byli v jedné skupině a hrálo se systémem každý s každým. Titul získal opět klub LFLS Kaunas a získal tak druhý titul.